# Боувил
Боувил (на английски: Bovill) е град в окръг Лата, щата Айдахо, САЩ. Боувил е с население от 305 жители (2000) и обща площ от 0,5 km². Намира се на 876 m надморска височина. ЗИП кодът му е 83806, а телефонният му код е 208.